# Radzyń Chełmiński
Radzyń Chełmiński (en allemand « Rehden ») est une ville de la Voïvodie de Couïavie-Poméranie, dans le Powiat de Grudziądz en Pologne. Le 31 décembre 2004, la ville comptait 1 946 habitants

## Lieux et monuments
- Château fort des Chevaliers Teutoniques.

Cet édifice, en brique, présente des motifs décoratifs assez semblables à ceux des églises fortifiées de Thiérache, en France. Il n'est, à ce titre, pas le seul (celui de Malbork, par exemple).

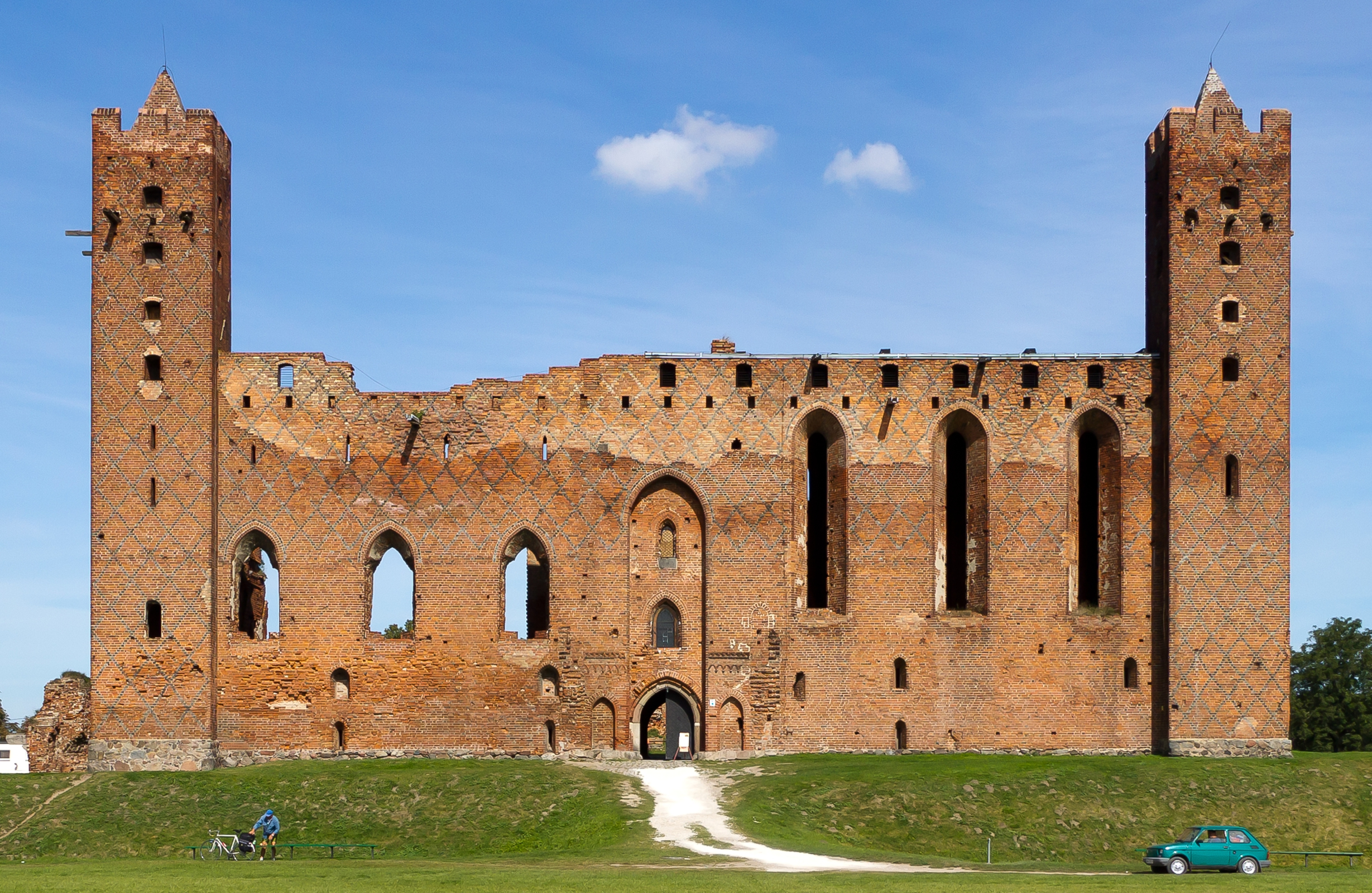
Vestiges du château fort
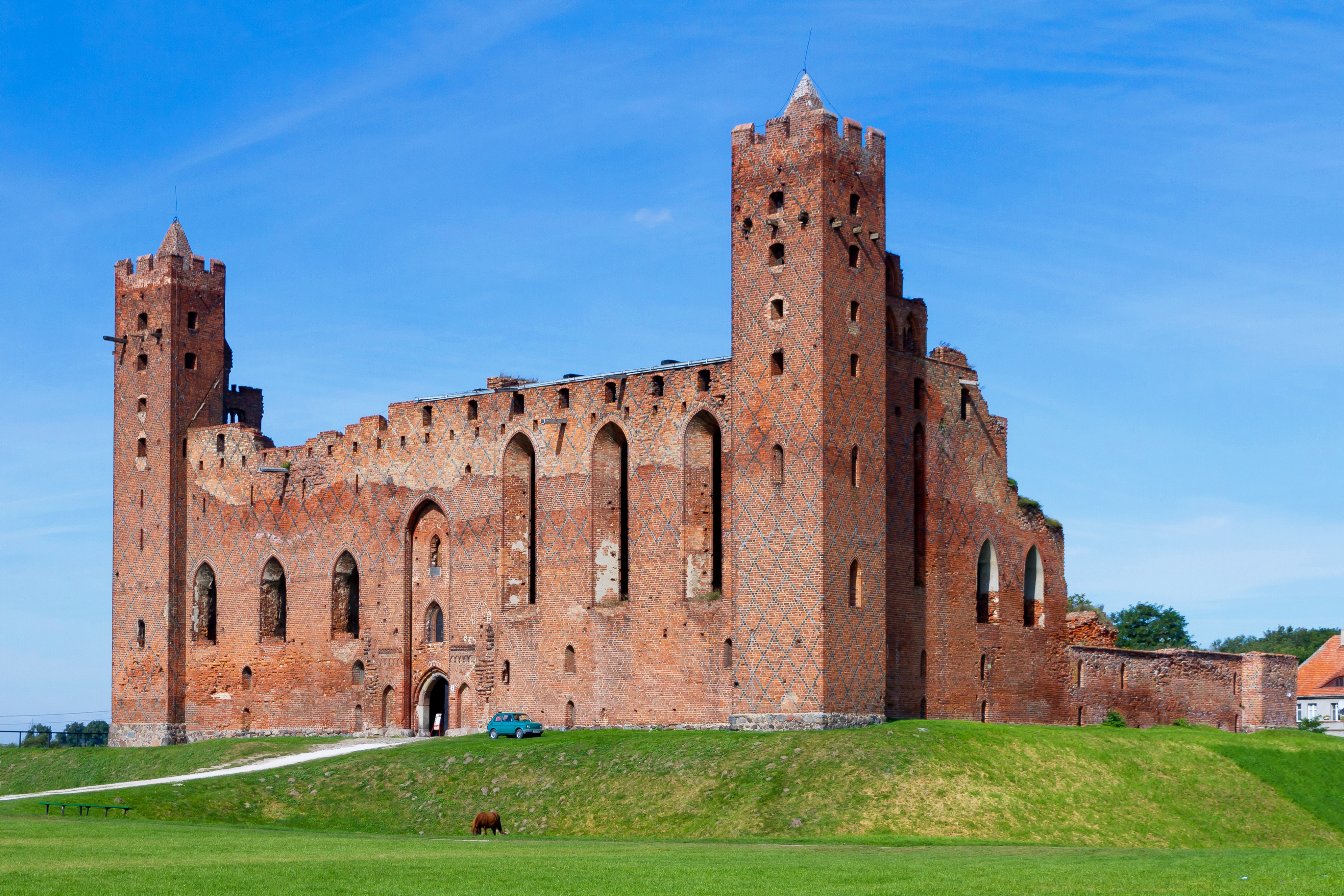
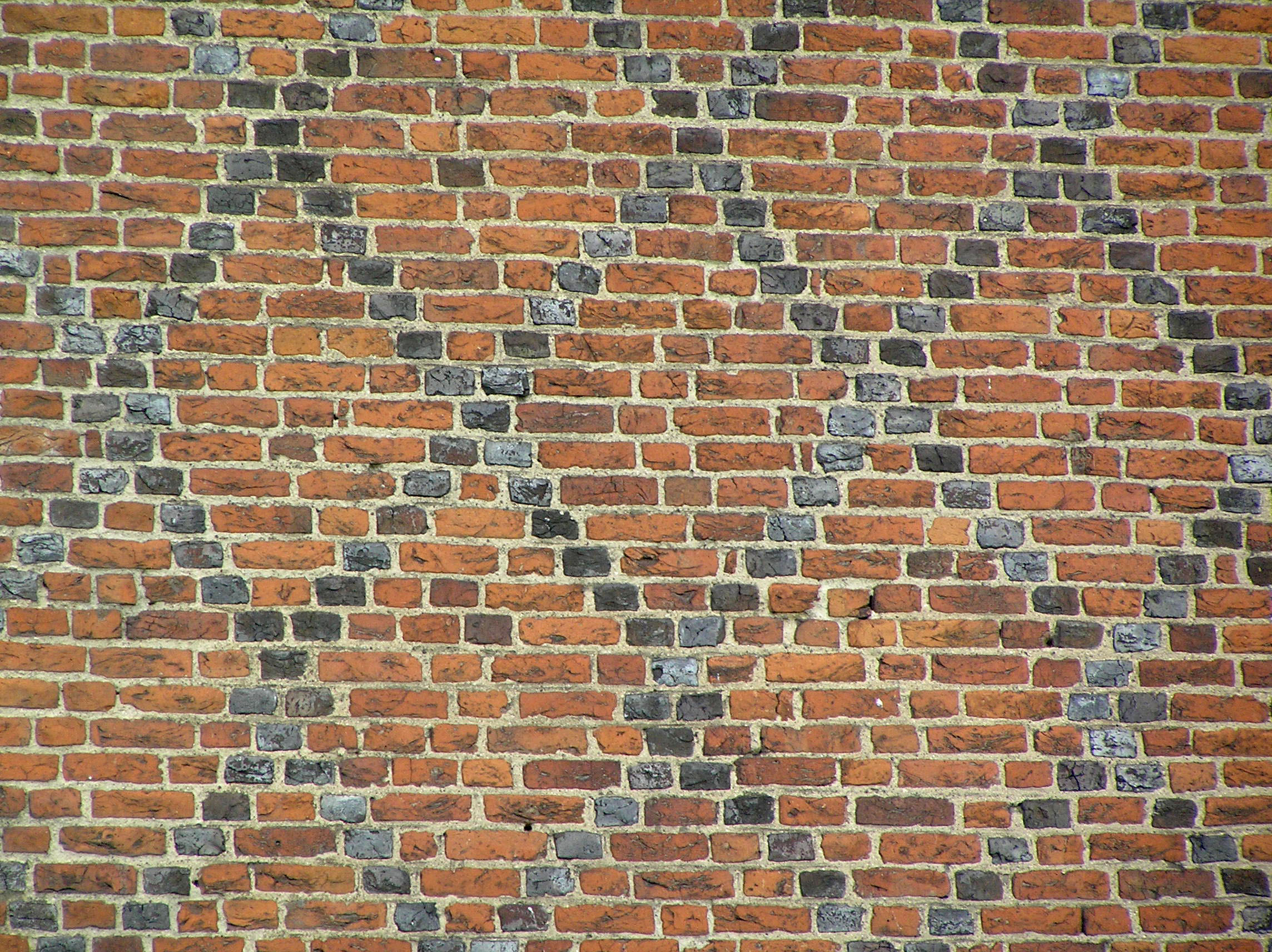
Motifs en briques vitrifiées